# Charly Neumann

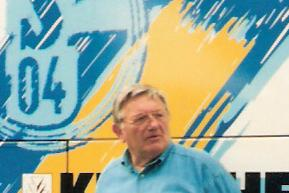
Karl-Heinz Neumann am 7. Juli 1996

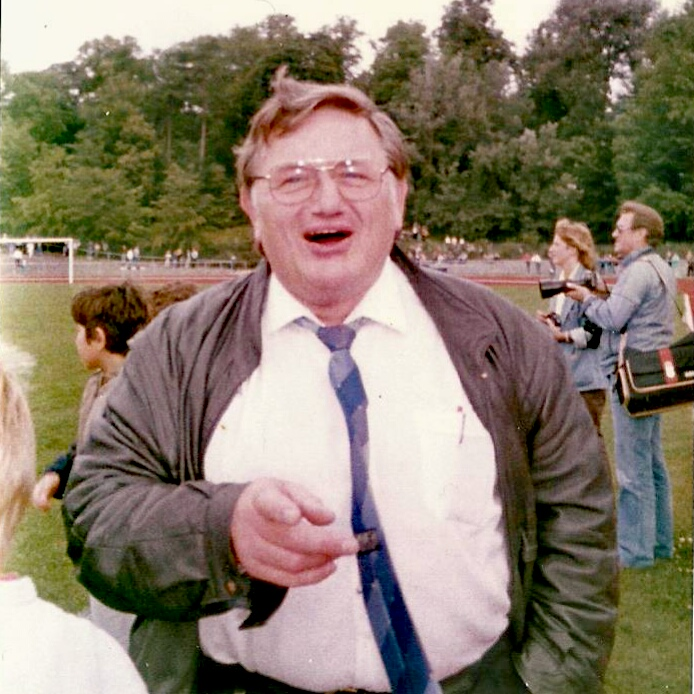
Charly Neumann am 2. August 1987

Karl-Heinz „Charly“ Neumann (* 29. Juli 1931 in Bochum; † 11. November 2008 in Dorsten-Wulfen) war ein deutscher Gastronom und gelernter Bäcker. In der Öffentlichkeit war er als Mannschaftsbetreuer des FC Schalke 04 bekannt.

## Leben
1950 trat Neumann dem FC Schalke 04 bei. Seitdem arbeitete er fast ununterbrochen für die Schalker. Zugleich war er als Gastronom tätig, unter anderem bewirtschaftete er Schloss Berge in Gelsenkirchen-Buer. Neumann war bis 1976 Jugendleiter, bevor er Edmund „Ede“ Lichterfeld als Mannschaftsbetreuer ablöste. Er saß neben Trainern wie Max Merkel und Friedel Rausch auf der Bank und war Ansprechpartner für Sorgen und Nöte der Fans. Er zeigte in den 1970er Jahren aber auch eine andere Seite von sich, als er Sitzungen von Vereinsgremien abhörte, um zu erfahren, wie man über ihn dachte. Bilder des weinenden Neumann bei den Bundesligaabstiegen in den 1980er Jahren versinnbildlichten den damaligen Niedergang des Traditionsclubs. Sein Engagement wurde lediglich durch einen Streit mit Rudi Assauer unterbrochen, der ihn in den Achtzigern vorübergehend den Job kostete. 1986 bewarb er sich für das Amt des Präsidenten, zog aber seine Bewerbung zurück, damit Günter Siebert gewählt werden konnte. Seit den 1990er Jahren war er weniger umtriebig in den Schalker Gremien, verkörperte aber nach außen nostalgisch das „alte“ Schalke der Glückaufkampfbahn-Ära und erzeugte weiter Stoff für zahlreiche Anekdoten.
Geschwächt von zwei Schlaganfällen starb Charly Neumann am 11. November 2008 im Kreise seiner Familie. Am 18. November wurde er unter großer Anteilnahme auf dem Hauptfriedhof in Gelsenkirchen-Buer beigesetzt. Vor dem ersten Spiel nach seinem Tod lief die gesamte Mannschaft des FC Schalke 04 mit dem Namen „Charly“ auf dem Trikot auf.

## Ehrungen und Auszeichnungen
Seit 2003 war Neumann Mitglied des Ehrenpräsidiums vom FC Schalke 04. 
Im Juli 2006 wurde anlässlich seines 75. Geburtstags eine Brücke an der Veltins-Arena nach ihm benannt.
Am 28. Juni 2009 wurde Neumann auf der Jahreshauptversammlung des Vereins in die Schalker Ehrenkabine gewählt. Damit ist er das erste Mitglied der Ehrenkabine, welches nicht für den Verein als Spieler oder Trainer aktiv war.